# Örvényáram
Ha a mágneses fluxus periodikusan változik, vagy relatív elmozdulás van a mágneses erővonalakhoz képest, a vezetőben feszültség indukálódik, mely örvényáramot hoz létre. Az örvényáram energiaveszteséget eredményez.

## Keletkezése

### Mágneses fluxus változásával
Ha a mágneses fluxus periodikusan változik (pl. egy ferromágneses anyagot váltakozó árammal mágnesezünk) a vezetőben feszültség indukálódik. Mivel ez a feszültség zárt pályára talál, ennek mentén áramot tud indítani. Az áram Lenz törvénye szerinti irányú. Nagysága függ a maximális mágneses fluxus nagyságától, a frekvenciától, a vezető anyag fajlagos ellenállásától, a vezető geometriai méreteitől és a hőmérséklettől. Az örvényáram tulajdonképpen veszteség, mely közönséges Joule-veszteség, és az elveszített energia hővé alakul.

### Relatív elmozdulással
Ha a vezetőnek relatív elmozdulása van a mágneses erőtérhez képest, és az elmozdulásnak van az erővonalak irányára merőleges összetevője, valamint erővonalak metszik a vezetőt, a vezetőben feszültség indukálódik. Mivel ez a feszültség szintén zárt pályára talál, ennek mentén áramot tud indítani a vezetőben. Ez az áram az örvényáram, melynek iránya Lenz törvényével határozható meg, és hővé alakul.

## Hasznosítása
Örvényáramú csillapítás. 
Örvényáramos fékek (pl. a kerékben szándékosan létrehozott örvényáram energiája a vasúti jármű mozgási energiáját csökkenti). 
Fémalkatrészek, sínek felületi hajszálrepedés-vizsgálata. (Ugyanaz a fluxusváltozás az alkatrész repedése környezetében a folytonosság hiánya miatt sokkal kisebb örvényáramot képes indukálni, mint a hibátlan részen. A kialakuló örvényáram nagyságát repedésvizsgálatkor az örvényáram által létrehozott fluxusváltozás mérésével határozzák meg. Az örvényáram által létrehozott fluxusváltozás az örvényáramot létrehozó fluxusváltozást csökkenteni igyekszik.) 

## A veszteség csökkentése
A veszteségeket csökkenthetjük, ha az erővonalak irányára merőleges méretét csökkentjük a vezetőnek, (pl. lemezeléssel), nagy fajlagos ellenállású anyag használatával.

## Külső hivatkozások
- Karsa Béla: Villamos mérőműszerek és mérések (Műszaki Könyvkiadó, 1962)
- Tamás László: Analóg műszerek. Jegyzet (Ganz Műszer Zrt., 2006)